# Birivas
Os birivas (também conhecidos como biribas ou beribas) são os habitantes das regiões serranas do Rio Grande do Sul e Santa Catarina. Descendem de caipiras – bandeirantes e tropeiros – que migraram de São Paulo e do atual Paraná com a finalidade de povoar a região, se concentrando principalmente na Serra Gaúcha, Região das Missões, Campos de Cima da Serra, Meio-Oeste Catarinense, partes do Contestado e Sudoeste do Paraná. Eram identificados pela sua aparência um tanto diferente do gaúcho primitivo e por terem um sotaque variado do dialeto caipira.

## Etimologia
A origem do termo "biriva" ainda é discutida, uma das teorias é que o nome tenha origem tupi ou guarani, e que era um apelido dado aos paulistas comedores de biribá, fruta nativa da Mata Atlântica.

## Contexto histórico

### Origem

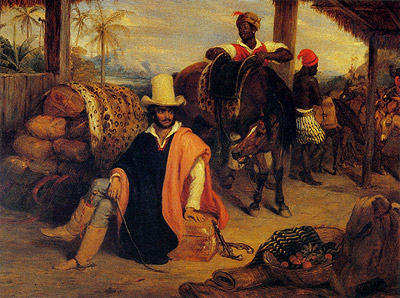
Um tropeiro paulista representado por Charles Landseer em 1827

Antes do surgimento da Capitania de São Pedro do Rio Grande do Sul e do atual gaúcho, os paulistas estavam interessados no comércio dos gados xucros que habitavam o Rio Grande do Sul e da Colônia do Sacramento. Durante a vinda dos tropeiros paulistas, ou seja, os que comercializavam gado, foi reunida a criação de gado livre pelos campos. As mulas, os cavalos e o gado franqueiro foram levados pelos tropeiros para a venda nas feiras de gado em Sorocaba, e de lá seria por meio dos tropeiros revendido e espalhados estes animais pelo Brasil, principalmente para a que as mulas servissem de escoação do ouro nas Minas Gerais. O movimento tropeiro surgiu da necessidade em que os bandeirantes paulistas e a Coroa Portuguesa tinha de escoação do ouro das Minas até os portos do litoral. No trajeto de passagem dos tropeiros, foram surgindo pousos, e com isso ocorreu o surgimento de inúmeros povoados no Rio Grande do Sul, como: Cruz Alta, Passo Fundo, Lagoa Vermelha, Vacaria e etc. Os tropeiros também foram os organizadores das primeiras estâncias, ou seja, propriedades onde se cria gado. Os tropeiros, que transportavam o gado muar para a Feira de Sorocaba, foram os primeiros devotos de Nossa Senhora das Brotas entre os séculos XVIII e XIX.
A história e a cultura do Rio Grande do Sul está intimamente ligada a atividade vivida pelos tropeiros, visto que a exploração pastoril se constituiu no grande embolo, de ação civilizadora não só no Estado, como em toda a região Sul, São Paulo e Minas Gerais. O Biriva trazia peculiaridades na metodologia de seu trabalho rural, no encilhar o cavalo, no modo de falar, na maneira de cantar, na forma de dançar, no alimentar-se e até mesmo na originalidade do trajar-se. Enfim, possui uma identidade cultural, que os distingue até hoje do gaúcho da campanha.

## Cultura

### Trajar biriva

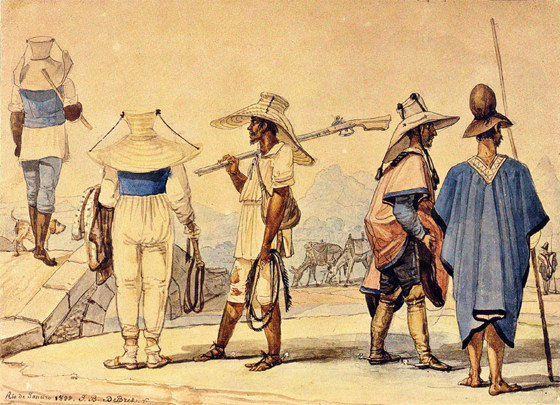
Tropeiros paulistas em variados trajes

A indumentária tradicional biriva varia bastante de tempo em tempo, mas possui claras heranças dos trajes dos bandeirantes e dos tropeiros antigos, que eram uma mescla de heranças europeias e indígenas, esta eram as indumentárias mais comuns entre os tropeiros birivas:
- Chapéu – de feltro ou de palha com copa e aba larga e cordas reguláveis;
- Lenço folgado no pescoço;
- Barbicachos;
- Poncho baeta;
- Ceroula (calção) – relativamente estreita;
- Véstia;
- Guaiaca;
- Colete;
- Espora nazarena – com rosetas pontiagudas;
- Bota de cano alto – de preferência arrematando o “espelho” na meia coxa do usuário, especialmente utilizada em tropeadas como proteção contra a chuva e o frio. Predomina a cor preta ou acastanhada, um tipo de calçado usados pelos bandeirantes paulistas.[1]

### Danças
Conforme pesquisa de Paixão Côrtes, foram encontrados quatro temas bailáveis: Chico do Porrete, Dança dos Facões, Fandango Sapateado(ou Fandango Primitivo) e a Chula.
- Chico do Porrete é uma espécie de dança em desafio que exige muita resistência física e destreza. A característica principal desse tema está no movimento de passagem de um bastão por entre as pernas. Coreograficamente essa dança se caracteriza por duas partes distintas: uma em que o dançante tomado por uma extremidade do bastão procura passá-lo por uma perna e outra com o auxilio das mãos, tendo a outra apoiada no solo, e a segunda, onde o dançante realiza sapateado cruzando por cima do mesmo cabendo a cada executante, realizá-lo de acordo com sua maior ou menos destreza.[3]
- Dança dos Facões – executada homens e meninos, que portando cada um deles dois facões, cadencia a música (valsa campeira) com precisas batidas esgrimadas, exigindo dos dançarinos, muita habilidade, destreza e precisão, a fim de evitar cortes ou eventuais acidentes entre os participantes. Pode ser dançada em uma só fila ao redor do salão ou, como é comum, em dois grupos ou mais ternos em “cofronto.”[3]
- Fandango Sapateado – Dança masculina. Cada cavalheiro, depois de bailar em círculo e em conjunto, procura exibir sua capacidade de teatralidade, com figuras solos sapateadas, ao som de rosetear de nazarenas. Composto por figuras como o carneirão, serra e pucha, martelão, martelinho, olha os dois, olha os três, redobrado, saracura, redemoinho, machadinho (essa não reconstituída), parafuso, olha o bicho, “urubu” e caçador. Motivo oriundo do século XVIII, quando do nascimento do gaúcho do campo, em sua atividade birivista tropeira. Este tema é o mais antigo coreográfico rio-grandense, que deu origem a formação do Ciclo Fandanguista primitivo Rio-Grandense, onde aparece posteriormente a dama, formando o par.[3]
- Chula – dança executada somente por homens e meninos em desafio, na qual dois ou mais bailantes se confrontam, cada um querendo mostrar suas habilidades coreográficas, através de movimentos gestuais e sapateados, de ambos os lados de uma haste de madeira colocada no chão. Esse tema historicamente nunca esteve ligado a uma ideia de revolução, por esse motivo não há necessidade de ser uma lança. Afora que liberdade criativa teatral de degradação se chegaria se uma prenda tivesse seus amores disputado numa chula? Ela foi outrora um baile de lazer entre os gaúchos, ainda que de disputa habilidade e arte, optativamente no seio do mundo biriva.[3]

### Musicalidade
A musicalidade biriva destaca-se pela simplicidade da sua música, nela instrumentos como a viola caipira, a rabeca, pandeiro, a gaita combinando com o som de um sapateado, semelhante a musicalidade caipira. Atualmente a musicalidade biriva influenciou muito a música gaúcha riograndense, bem como a uruguaia e entrerriana. Dentre ritmos de origem biriva:
- Bugio: Considerado como o único ritmo de origem "gaúcha", pode ser na verdade um ritmo de origem biriva, variação do cururu paulista. Nas pesquisas mais recentes de Adelar Bertussi, por exemplo, apareceu a questão do bugio ter origem no ritmo cururu, que veio de São Paulo com os tropeiros, era tocado na viola, e algum gaiteiro pegou a batida e adaptou. Então, retrocedendo na história, o bugio poderia nem ser gaúcho. O que acontece é que em Assis se tentou fazer um festival que durou seis anos e morreu. Hoje, o único festival a ser todo voltado para esse ritmo é o de São Chico.
- Chimarrita: é uma dança e um ritmo típico do folclore gaúcho. Segundo algumas teorias, teria origem no Arquipélago dos Açores e na Ilha da Madeira,e foi trazida de Portugal por colonos açorianos, na segunda metade do séc. XVIII. A chimarrita também é presente na cultura caipira e na cultura caiçara, chamados de chimarrita, chimarrete ou cateretê, sendo talvez sua origem mais provável, devido a semelhança rítmica, mais do que com os de origem açoriana.
- Vaneira ou Limpa Banco: também chamado de Vanerão é um estilo de dança típico do Rio Grande do Sul. Segundo algumas teorias, a vaneira teria influência  alemã e se desenvolveu no Sul do Brasil. Seu ritmo teria sido influenciado pela habanera, originada em Havana, Cuba. Também existe a hipote-se de que o ritmo tenha vindo com os tropeiros paulistas, que tocavam e dançavam em seus fandangos, como o cateretê, a chimarrita, o cururu, o recorte e o batuque, que possuem grande similaridade rítmica com a vaneira, porém, ainda mais antigos.
- Tirana: é canto e dança de origem espanhola, que chegou ao Brasil por intermédio de Portugal. É dançada com sapateado e insinuações de namoro entre os casais. No século XIX esta dança seria comum em São Paulo e no Paraná. No Rio Grande do Sul, a tirana biriva geralmente tocada com viola, era dançado e sapateado ao ritmo do cataretê, como demonstra uma gravação de Joaquim Lopes em 1913.
- Xote: é um ritmo musical binário ou quaternário e uma dança de salão de origem centro-europeia e um dos mais tradicionais ritmos de tradição biriva. É um ritmo/dança muito executado no forró e no fandango caipira, principalmente em festas juninas. Conhecido atualmente em Portugal como "chotiça", o Schottische foi levado para o Brasil por José Maria Toussaint, em 1851 e tornou-se apreciado como dança da elite no período do Segundo Reinado. Daí, quando os o povo comum aprendeu alguns passos da dança e acrescentou sua maneira peculiar de bailado, o Schottische caiu no gosto popular com o nome de "xótis" ou simplesmente "xote".